# Orientierungslauf-Weltmeisterschaften 2001
Die 19. Orientierungslauf-Weltmeisterschaften fanden vom 29. Juli bis 4. August 2001 in der Umgebung der Stadt Tampere in Finnland statt.

## Männer

### Sprint
| Platz | Land | Athlet           | Zeit        |
| ----- | ---- | ---------------- | ----------- |
| 1     | SWE  | Jimmy Birklin    | 10:55,9 min |
| 2     | FIN  | Pasi Ikonen      | 11:06,1 min |
| 3     | SWE  | Jörgen Olsson    | 11:09,7 min |
| 4     | FIN  | Juha Peltola     | 11:10,1 min |
| 5     | GBR  | Jamie Stevenson  | 11:18,0 min |
| 6     | RUS  | Michail Mamlejew | 11:19,8 min |

Titelverteidiger: (neuer Wettbewerb)

Ort: Kauppi

Länge: 2,6 km

Steigung: 60 m

Posten: 12

### Mitteldistanz
| Platz | Land | Athlet         | Zeit      |
| ----- | ---- | -------------- | --------- |
| 1     | FIN  | Pasi Ikonen    | 23:41 min |
| 2     | NOR  | Tore Sandvik   | 24:02 min |
| 3     | NOR  | Jørgen Rostrup | 24:15 min |
| 4     | FIN  | Jani Lakanen   | 24:42 min |
| 5     | FIN  | Juha Peltola   | 24:53 min |
| 6     | SWE  | Mats Troeng    | 25:05 min |

Titelverteidiger:  Jørgen Rostrup

Ort: Pulesjärvi

Länge: 4,1 km

Steigung: 170 m

Posten: 15

### Langdistanz
| Platz | Land | Athlet               | Zeit      |
| ----- | ---- | -------------------- | --------- |
| 1     | NOR  | Jørgen Rostrup       | 1:29:43 h |
| 2     | FIN  | Jani Lakanen         | 1:30:17 h |
| 3     | NOR  | Carl Henrik Bjørseth | 1:31:58 h |
| 4     | NOR  | Bjørnar Valstad      | 1:32:52 h |
| 5     | SWE  | Fredrik Löwegren     | 1:33:18 h |
| 6     | FIN  | Janne Salmi          | 1:33:50 h |

Titelverteidiger:  Bjørnar Valstad

Ort: Taisko

Länge: 14,4 km

Steigung: 500 m

Posten: 26

### Staffel
| Platz | Land | Athleten                                                            | Zeit      |
| ----- | ---- | ------------------------------------------------------------------- | --------- |
| 1     | FIN  | Jani Lakanen Jarkko Huovila Juha Peltola Janne Salmi                | 2:48:53 h |
| 2     | NOR  | Bernt Bjørnsgaard Carl Henrik Bjørseth Tore Sandvik Bjørnar Valstad | 2:50:59 h |
| 3     | CZE  | Michal Horáček Michal Jedlička Radek Novotný Rudolf Ropek           | 2:52:25 h |
| 4     | RUS  | Ewgeni Fadejew Walentin Nowikow Wladimir Alexejew Michail Mamlejew  | 2:52:56 h |
| 5     | SUI  | Matthias Gilgien Christoph Plattner Matthias Niggli Thomas Bührer   | 2:54:28 h |
| 6     | AUS  | Grant Bluett Troy de Haas Rob Walter Tom Quayle                     | 2:58:02 h |

Titelverteidiger:  Tore Sandvik, Bernt Bjørnsgaard, Petter Thoresen, Bjørnar Valstad

Ort: Pulesjärvi

Länge: 5,8 km / 8,6 km

Steigung: 200 m / 280 m

Posten: 19 / 25

## Frauen

### Sprint
| Platza | Land | Athletin            | Zeit        |
| ------ | ---- | ------------------- | ----------- |
| 1      | SUI  | Vroni König-Salmi   | 10:54,9 min |
| 2      | FIN  | Johanna Asklöf      | 11:00,5 min |
| 3      | SUI  | Simone Luder        | 11:01,9 min |
| 4      | SWE  | Jenny Johansson     | 11:05,4 min |
| 5      | FIN  | Reeta Kolkkala      | 11:09,5 min |
| 6      | SUI  | Marie-Luce Romanens | 11:19,7 min |

Titelverteidigerin: (neuer Wettbewerb)

Ort: Kauppi

Länge: 2,2 km

Steigung: 40 m

Posten: 10

### Mitteldistanz
| Platza | Land | Athletin        | Zeit      |
| ------ | ---- | --------------- | --------- |
| 1      | NOR  | Hanne Staff     | 25:41 min |
| 2      | SWE  | Jenny Johansson | 25:54 min |
| 3      | SWE  | Gunilla Svärd   | 25:58 min |
| 4      | SUI  | Simone Luder    | 26:27 min |
| 5      | FIN  | Reeta Kolkkala  | 26:33 min |
| 6      | FIN  | Johanna Asklöf  | 26:41 min |

Titelverteidigerin:  Yvette Baker

Ort: Pulesjärvi

Länge: 3,6 km

Steigung: 250 m

Posten: 11

### Langdistanz
| Platza | Land | Athletin         | Zeit      |
| ------ | ---- | ---------------- | --------- |
| 1      | SUI  | Simone Luder     | 1:14:57 h |
| 2      | FIN  | Marika Mikkola   | 1:15:00 h |
| 3      | FIN  | Reeta Kolkkala   | 1:15:43 h |
| 4      | SWE  | Anette Granstedt | 1:16:17 h |
| 5      | FIN  | Johanna Asklöf   | 1:16:23 h |
| 6      | NOR  | Hanne Staff      | 1:17:07 h |

Titelverteidigerin:  Kirsi Boström

Ort: Taisko

Länge: 9,8 km

Steigung: 390 m

Posten: 17

### Staffel
| Platz | Land | Athletinnen                                                      | Zeit      |
| ----- | ---- | ---------------------------------------------------------------- | --------- |
| 1     | FIN  | Reeta Kolkkala Liisa Anttila Marika Mikkola Johanna Asklöf       | 2:37:01 h |
| 2     | SWE  | Katarina Allberg Jenny Johansson Cecilia Nilsson Gunilla Svärd   | 2:41:00 h |
| 3     | NOR  | Birgitte Husebye Linda Antonsen Elisabeth Ingvaldsen Hanne Staff | 2:41:00 h |
| 4     | SUI  | Käthi Widler Sabrina Meister Vroni König-Salmi Simone Luder      | 2:43:22 h |
| 5     | GBR  | Kim Buckley Jenny James Yvette Baker Heather Monro               | 2:50:51 h |
| 6     | GER  | Elisa Dresen Karin Schmalfeld Anke Xylander Frauke Schmitt-Gran  | 2:51:47 h |

Titelverteidigerinnen:  Birgitte Husebye, Elisabeth Ingvaldsen, Hanne Sandstad, Hanne Staff

Ort: Pulesjärvi

Länge: 4,8 km / 5,9 km

Steigung: 180 m / 200 m

Posten: 14 / 19

## Medaillenspiegel
| Platz | Land       | Gold | Silber | Bronze | Gesamt |
| ----- | ---------- | ---- | ------ | ------ | ------ |
| 1     | Finnland   | 3    | 4      | 1      | 8      |
| 2     | Norwegen   | 2    | 2      | 3      | 7      |
| 3     | Schweiz    | 2    | -      | 1      | 3      |
| 4     | Schweden   | 1    | 2      | 2      | 5      |
| 5     | Tschechien | -    | -      | 1      | 1      |

## Philatelie
Wie bereits zu den Weltmeisterschaften 1979 gab die finnische Post auch 2001 eine Briefmarke anlässlich der Wettkämpfe heraus. Das Motiv der Marke mit einem Nennwert von 3,60 Finnmark zeigt einen stilisierten Kompass sowie Details einer Orientierungslaufkarte und wurde von Ken Nikander entworfen.